# Jakub Polak
Jakub Polak, ook bekend als Jakub Reys en Jacques le Polonois, (ca. 1545 - ca. 1605) was een Pools luitist en Renaissancecomponist. Hij werkte aan het hof van Hendrik III in Polen en in Frankrijk.
Aanvankelijk was hij een van de hofmusici in Krakau, maar nadat Hendrik III Polen ontvlucht was, volgde Polak hem naar Parijs in 1574, waar hij eerst Hendrik III en na hem Hendrik IV, koning van Frankrijk, bleef dienen. Zijn Poolse afkomst bezorgde hem zijn bijnaam 'Polak', de Pool. Polak schreef verschillende werken voor luit, met name preludes, fantasia’s, dansen (courantes, gaillardes, volta's, een sarabande en een ballet) en een aantal liederen. Bij leven was hij vooral bekend omwille van zijn virtuoze improvisaties op de luit.
Zijn muziekstukken werden opgenomen in vijf populaire bundels die van 1603 tot 1617 werden gepubliceerd en zijn ook overgeleverd in handschriften.